# Хутьяпа (місто)
Хутьяпа (ісп. Jutiapa) — місто та муніципалітет у Гватемалі, департамент Хутьяпа .
Місто розташоване за 124 км від міста Гватемала-Сіті, на висоті 892 м.  Це столиця департаменту Хутьяпа. Його собор Сан-Крістобаль є єпископською резиденцією римо-католицької єпархії Сан-Франциско-де-Асіс-де-Хутьяпа з 2016 року.
До місцевих ремесел відносяться свічки (як лоєві, так і парафінові); ткані капелюхи та інші вироби з пальми; шкіряні сідла, ремені та спорядження для верхової їзди; і традиційна кераміка. 

## Відомі люди
- Анджеліна Акунья (1905-2006), письменниця